# Relaciones Andorra-Chile
Las relaciones Andorra-Chile son las relaciones diplomáticas entre el Principado de Andorra y la República de Chile. Ambas naciones son miembros de las Naciones Unidas y de la Organización de Estados Iberoamericanos.

## Historia
Andorra y Chile establecieron relaciones diplomáticas el 15 de julio de 1996, después de que Andorra adoptó una nueva constitución estableciéndolos como una democracia parlamentaria. Desde el establecimiento de relaciones diplomáticas; las relaciones entre ambas naciones han sido limitadas y han tenido lugar principalmente en foros multilaterales. En noviembre de 2007, el presidente de Andorra Albert Pintat realizó una visita a Chile para asistir a la XVII Cumbre Iberoamericana celebrada en Santiago de Chile.
En enero de 2014, el ministro de Relaciones Exteriores de Andorra, Gilbert Saboya Sunyé, realizó una visita oficial a Chile. Durante su visita, el ministro de Relaciones Exteriores andorrano se reunió con el ministro de Relaciones Exteriores de Chile, Alfredo Moreno Charme, y ambos cancilleres discutieron las relaciones bilaterales entre ambos países, especialmente en el campo turístico y de negocios. En diciembre de 2014, durante la XXIV Cumbre Iberoamericana celebrada en la Ciudad de Veracruz, México; el presidente andorrano Antoni Martí se reunió con la Presidenta chilena Michelle Bachelet. Durante la reunión, ambos líderes discutieron diferentes aspectos de la relación bilateral y describieron las acciones que se desarrollarían para profundizar la relación bilateral.
En enero de 2019, ambas naciones firmaron un Acuerdo de Cooperación Turística.

## Visitas de alto nivel

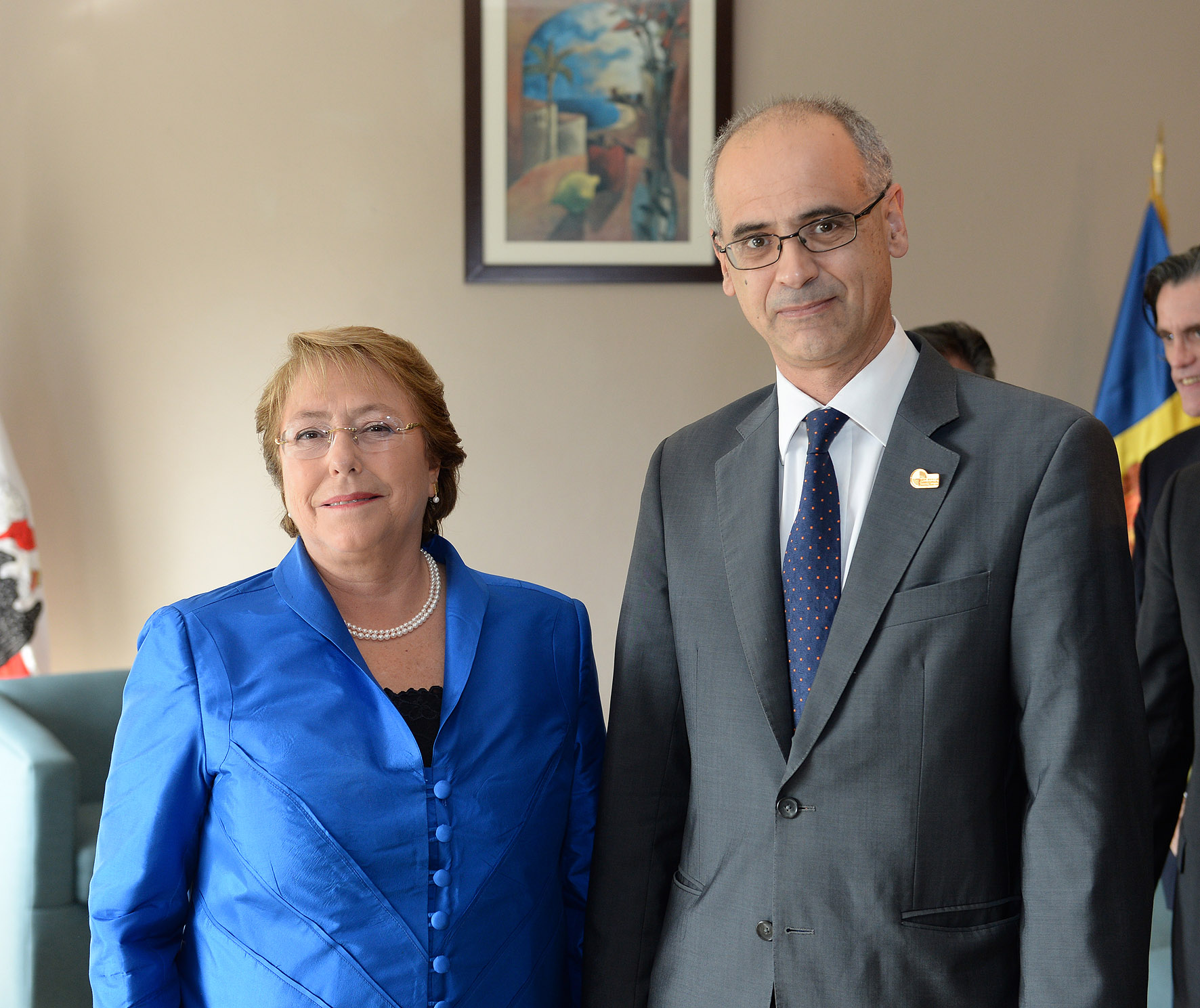
La Presidenta chilena Michelle Bachelet y el Primer Ministro andorrano Antoni Martí en la ciudad de Veracruz, México; 2014.

Visitas de alto nivel de Andorra a Chile
- Presidente Albert Pintat (2007)
- Ministro de Relaciones Exteriores Gilbert Saboya Sunyé (2014)

Visitas de alto nivel de Chile a Andorra
- Subsecretaria de Turismo Mónica Zalaquett (2019)

## Comercio
En 2017, el comercio entre Andorra y Chile ascendió a $662,000 dólares. Las principales exportaciones de Andorra a Chile incluyen: circuitos integrados, computadoras, cables aislados, electroimanes y zapatos. Las principales exportaciones de Chile a Andorra incluyen: instrumentos musicales; micrófonos y auriculares; y maquinaria eléctrica. Las compañías bancarias multinacionales andorranas Andbank y Crèdit Andorrà operan en Chile.

## Misiones diplomáticas
- Andorra no tiene una acreditación para Chile.
- Chile está acreditado a Andorra a través de su embajada en Madrid, España y mantiene un consulado honorario en Andorra la Vieja.[7]